# Jan Línek
Jan Línek (22. srpna 1943 Praha – 20. ledna 2025) byl český architekt, který spolupracoval dlouhá léta s Vlado Milunićem a po roce 1990 si otevřel vlastní ateliér. Vedle rodinných domů postavil také řadu domů pro seniory.
V roce 1966 vystudoval Fakultu architektury Českého vysokého učení technického v Praze a nastoupil do Sdružení projektových ateliérů, kde se poznal s Vlado Milunićem.
V roce 2023 získal Cenu Ministerstva kultury za přínos v oblasti architektury.

## Dílo
Mezi první Línkovy realizace patří v 70. a 80. letech domovy pro seniory a malometrážní bytová výstavba v Praze. Se svým kolegou ze Sdružených projektových ateliérů architektem Vlado Milunićem vytvořili jednoduché, avšak pohledově zajímavé a členité objekty z panelové konstrukční soustavy VVÚ ETA, které doplnili o žlutě natřené kovové prvky, tvořící slunolamy či venkovní schodiště. Prvním takovým komplexem byl soubor domova seniorů a malometrážní byty v Bohnicích stavěný v letech 1971–1982, následoval podobný komplex v Malešicích (dostavěno 1985). Kompaktnější jsou pak domovy důchodců na sídlišti Jižní Město I na Chodově (1989) a na Hájích (1994). Línek s Milunićem jsou též autory obytných domů na Barrandově v ulici Lumiérů z počátku 70. let.
Po Sametové revoluci vytvořil ve spolupráci s Jiřím Sezemským geriatrické centrum v Týništi nad Orlicí (1996), rodinnou usedlost v Kostelci nad Černými lesy (1998), kde vznikla v roce 2010 Galerie Jan Svatoš, vilu Boomerang v Býchorech (2001). Ve spolupráci s Věrou Dubskou a Josefem Kolářem v Praze vilu v Modřanech (2004), penzion pro seniory Hvězda v Břevnově (2005) a dům s ateliérem v Liboci (2006). V roce 2008 byl dokončen dům sociální péče Hagibor pro Pražskou židovskou obec, který realizoval ve spolupráci s Josefem Kolářem. Pokračoval bytovými domy v Praze-Záběhlicích (2009), usedlostí v Orlově u Příbrami (2010), rodinným domem v Chyších (2014) a rodinným domem v Bradleci u Mladé Boleslavi (2014).

### Galerie

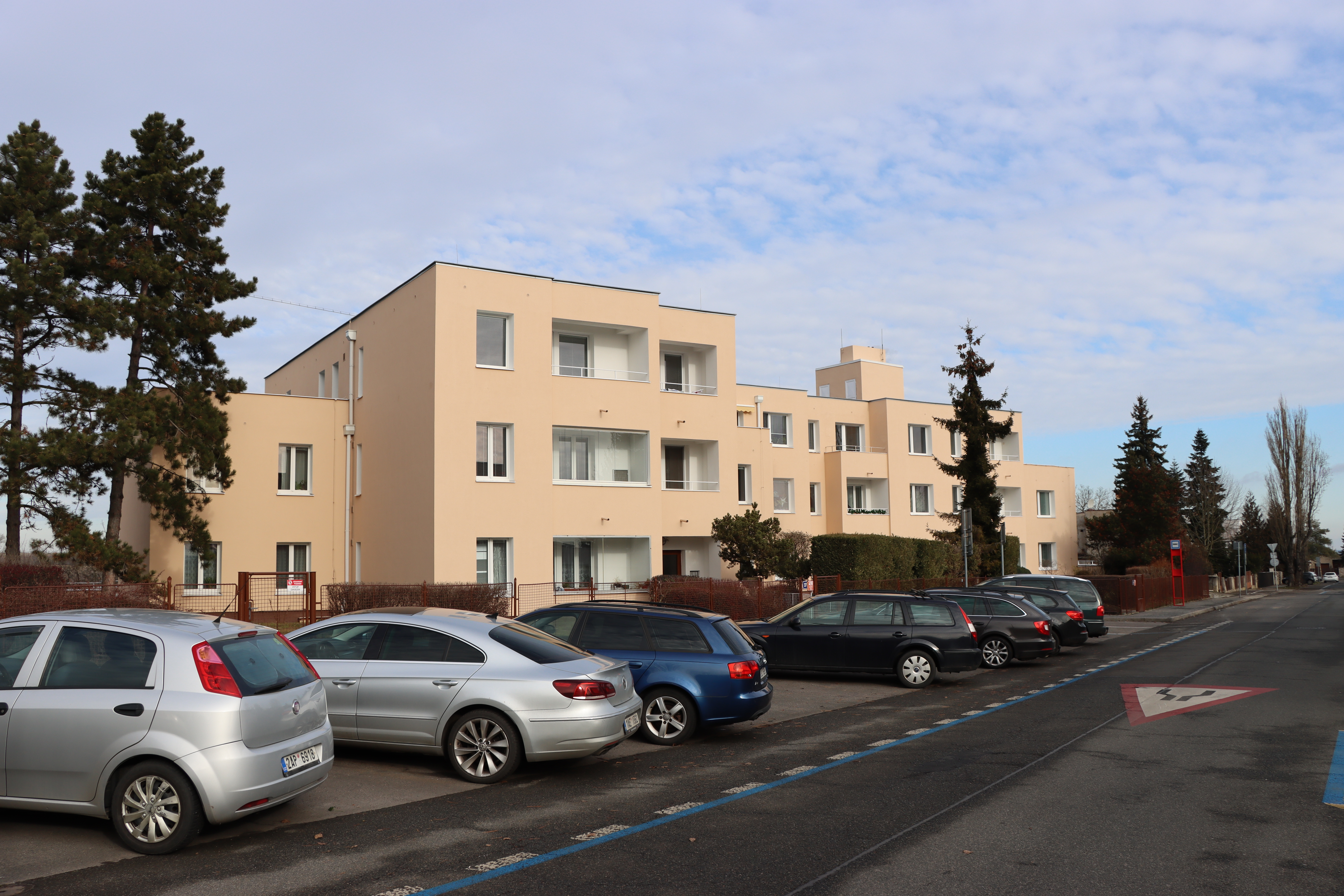
Jeden z dvojdomů v ulici Lumiérů v Praze 5
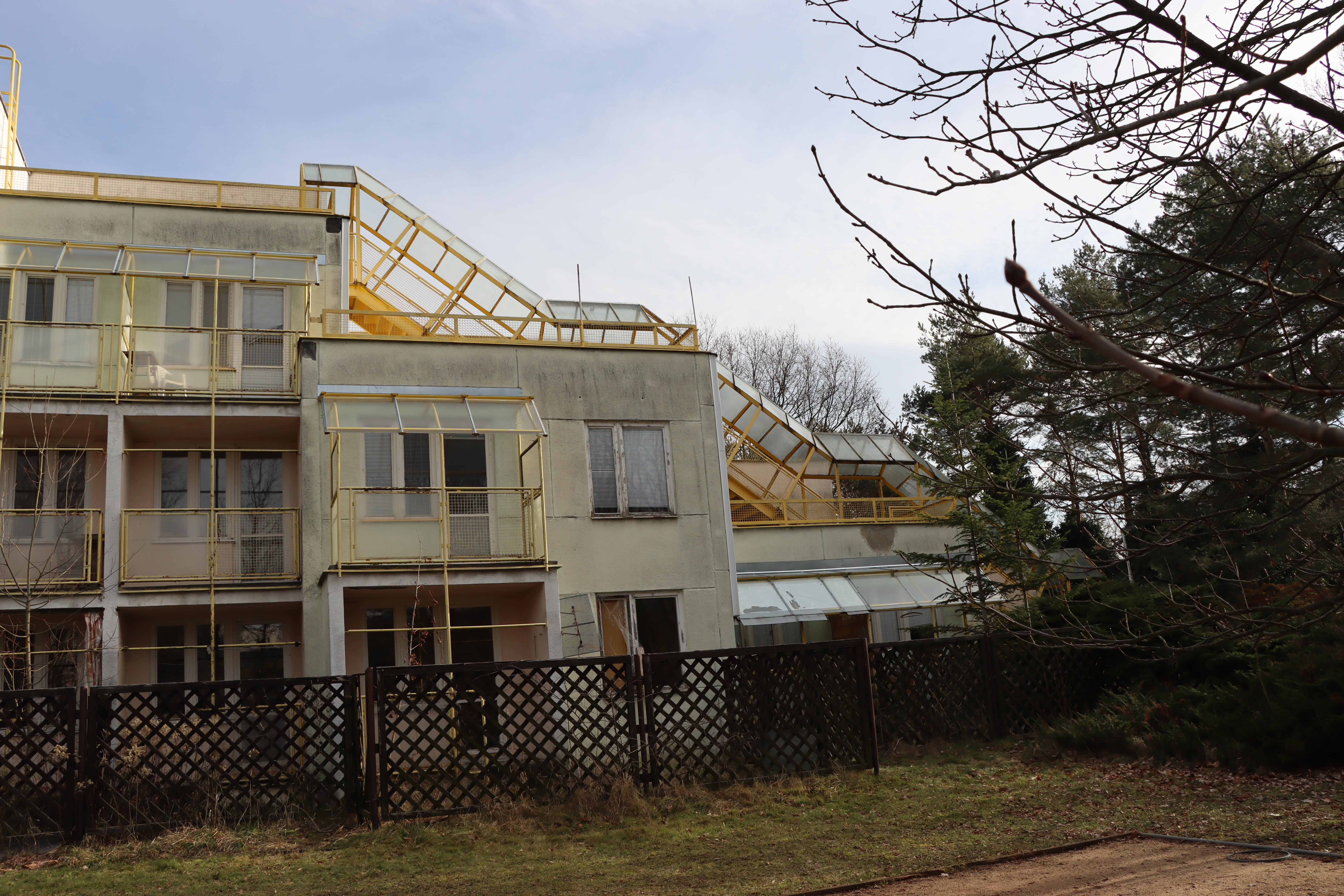
Jedno z křídel domova pro seniory v pražských Bohnicích
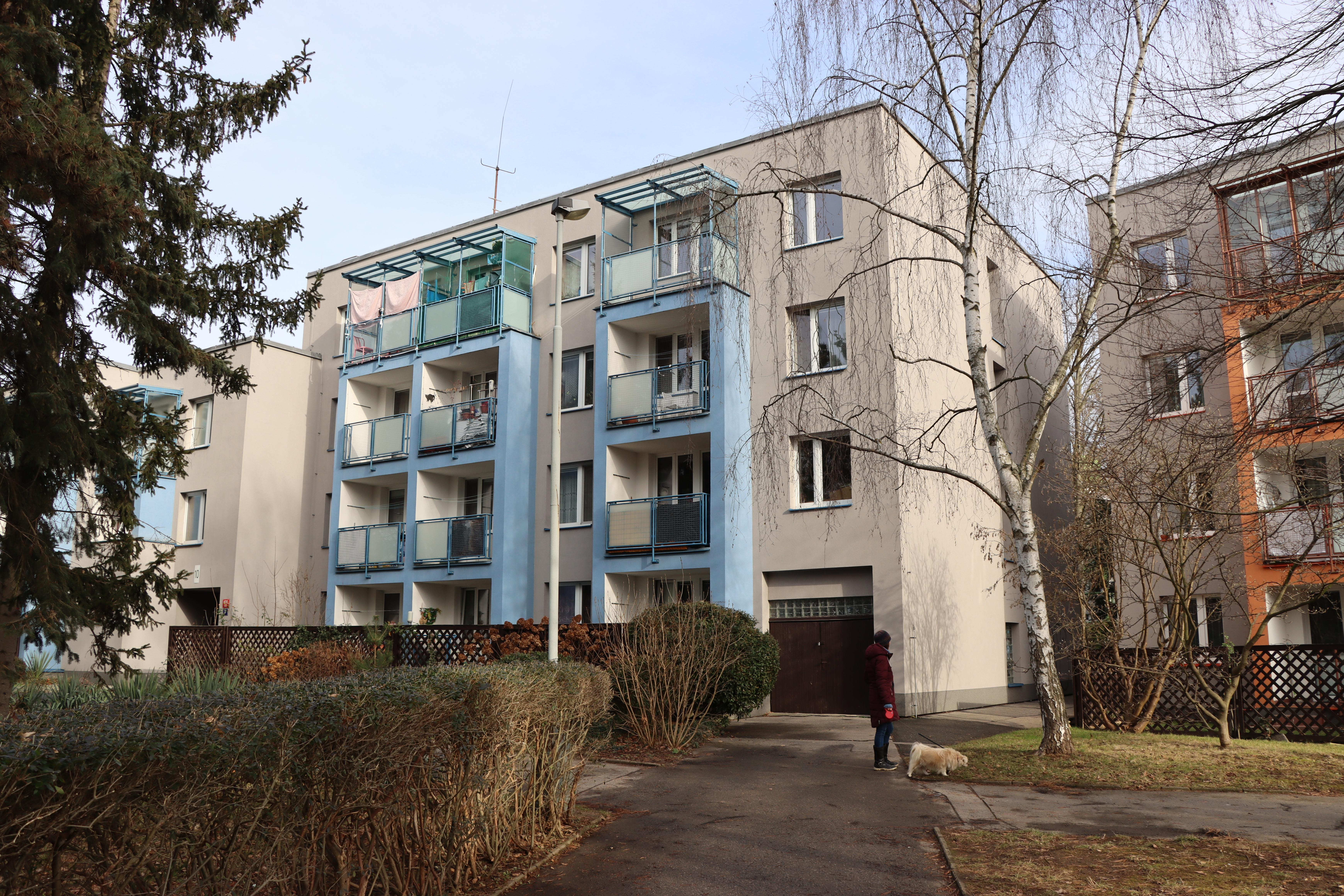
Budova penzionu v rámci areálu Bohnice
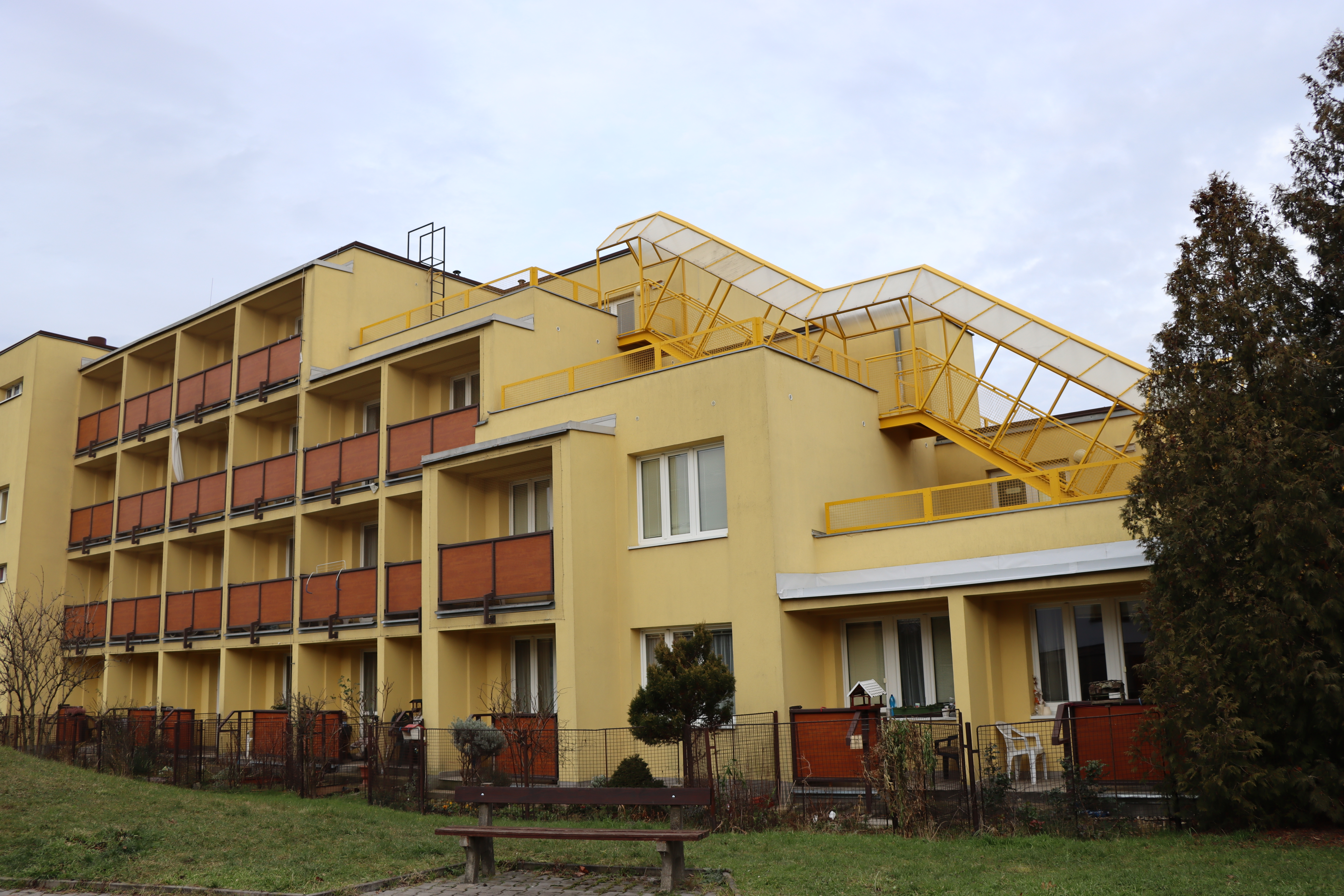
Jedno z křídel domova pro seniory v Malešicích
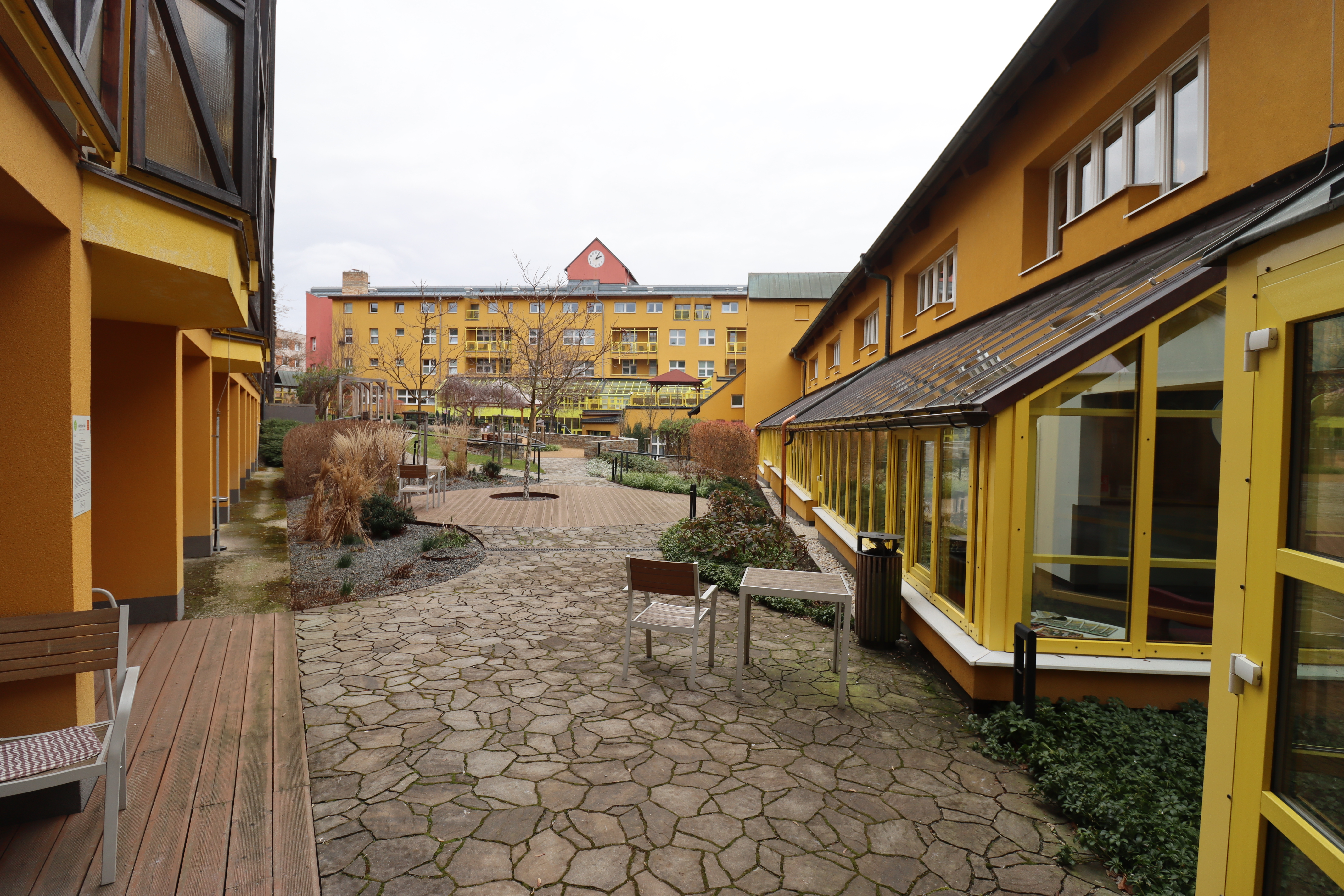
Pohled do zahrady domova seniorů na Hájích
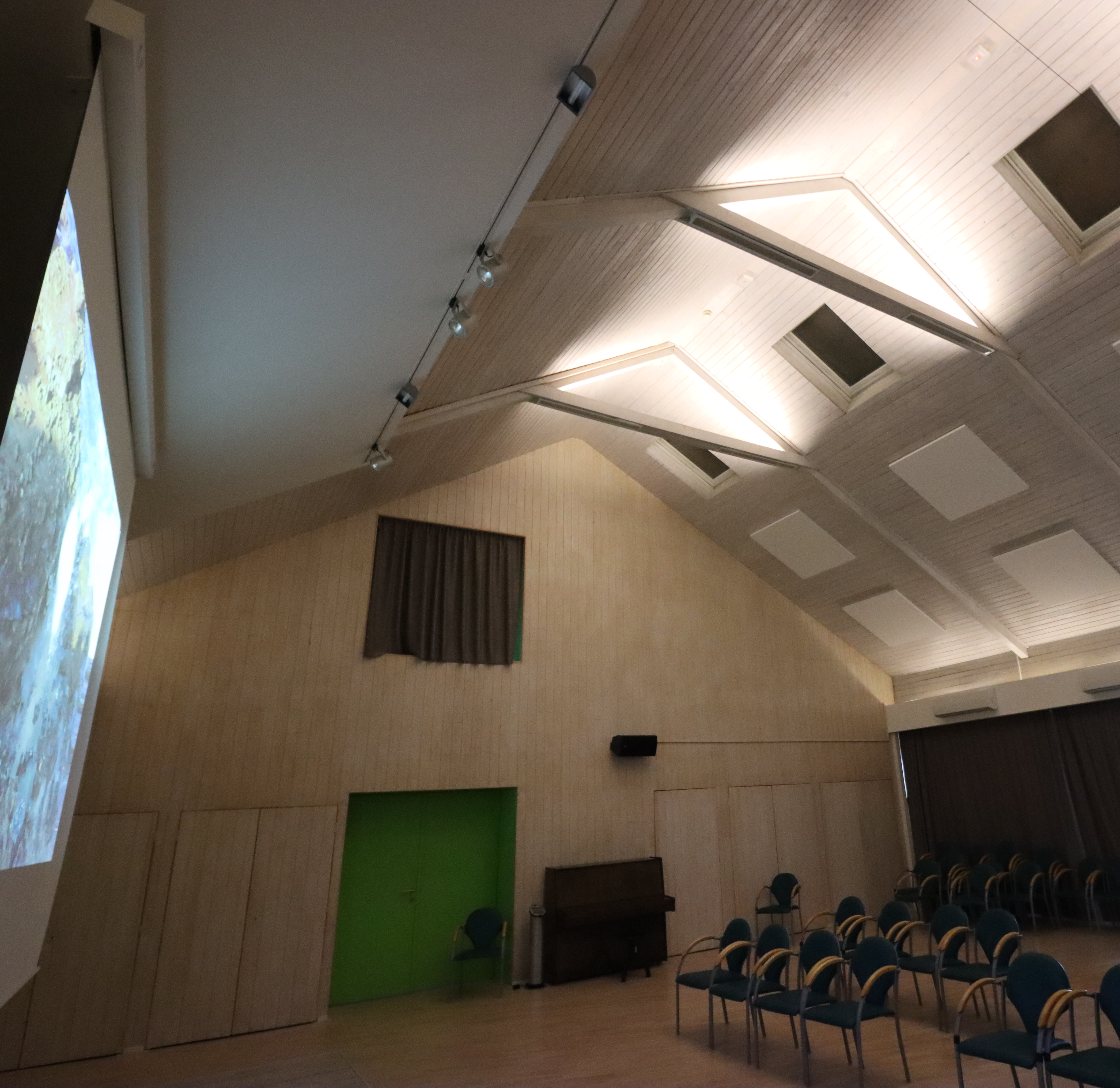
Místnost kina v rámci domova na Hájích
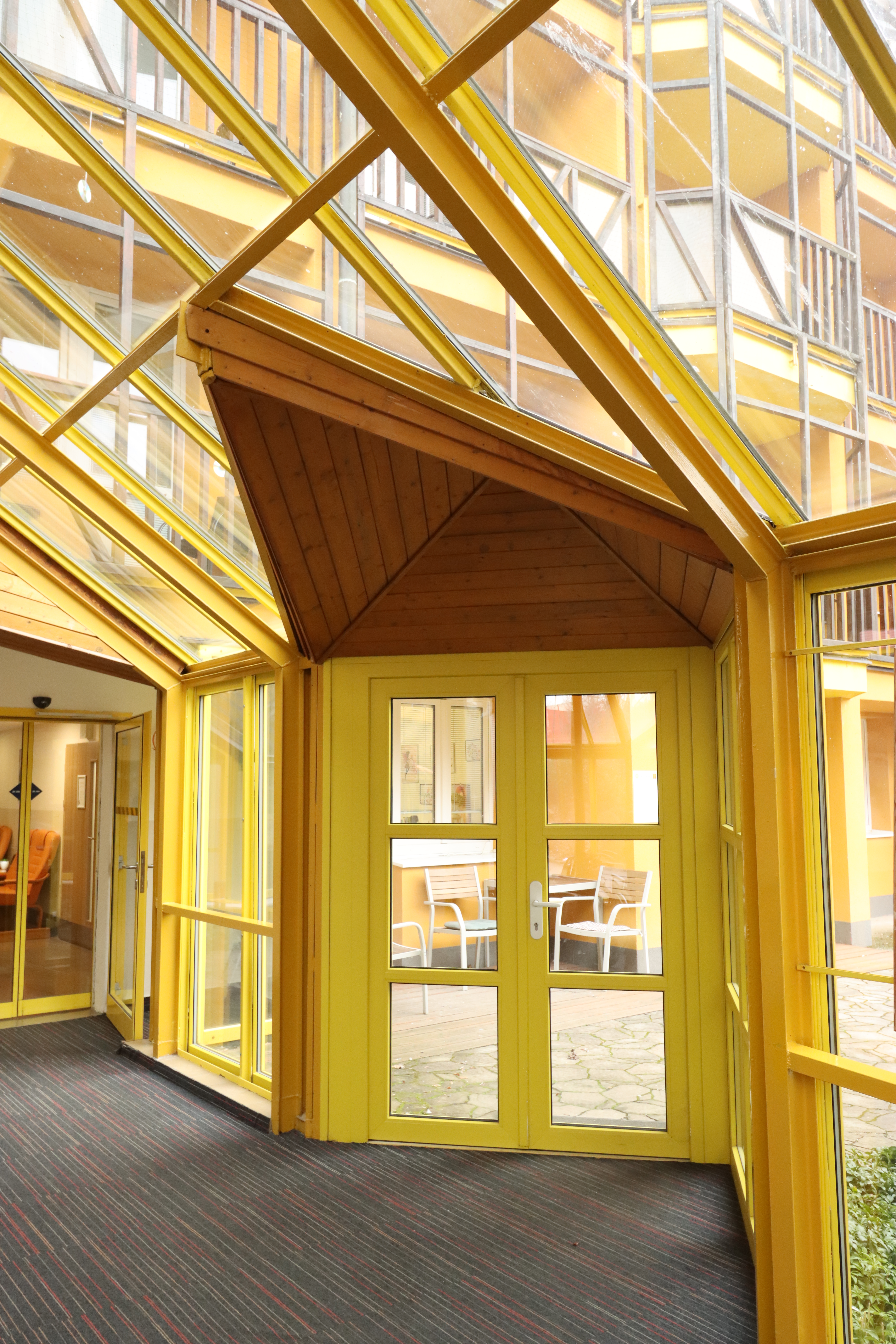
Vstup do zahrady domu na Hájích
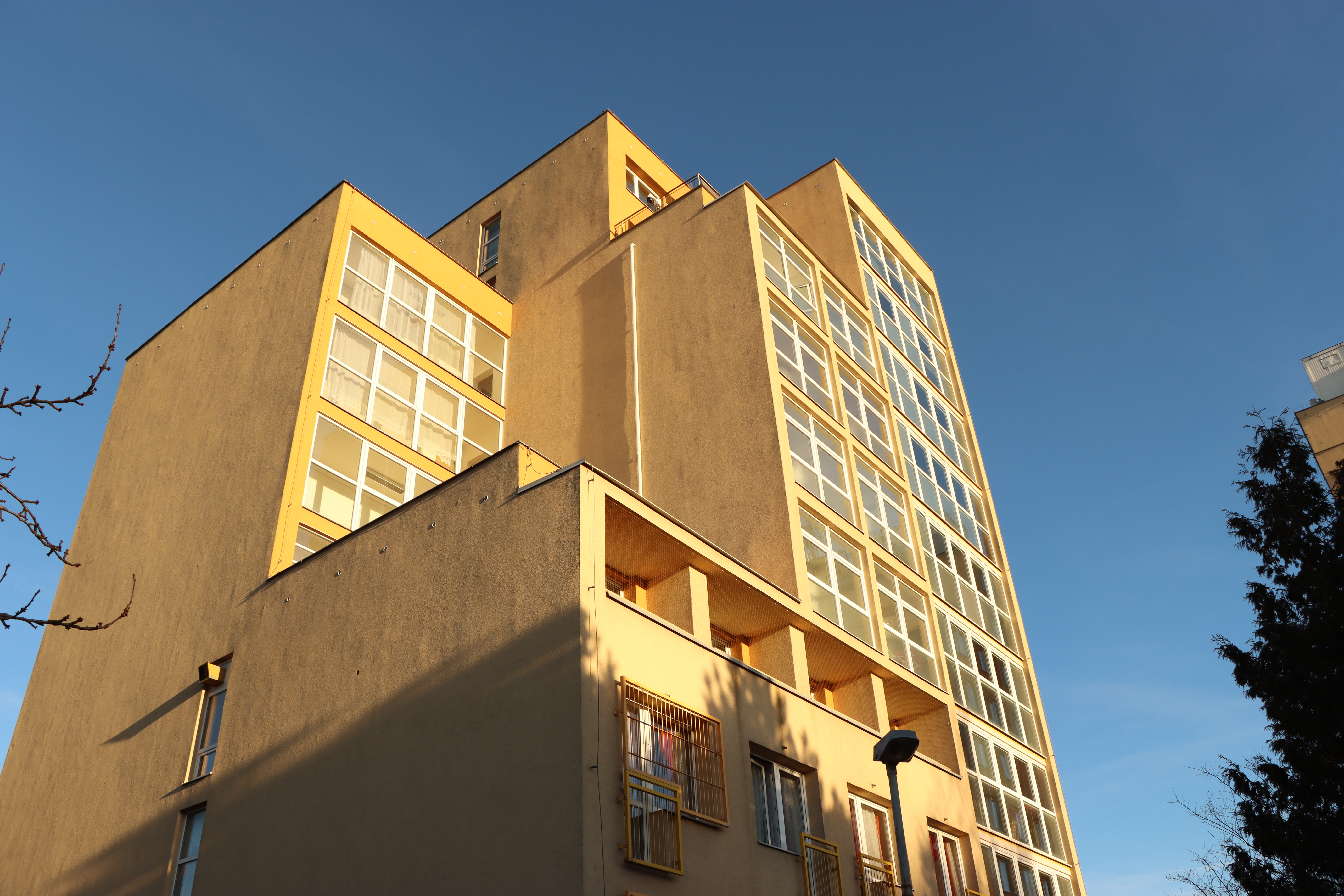
Domov mládeže na Střížkově
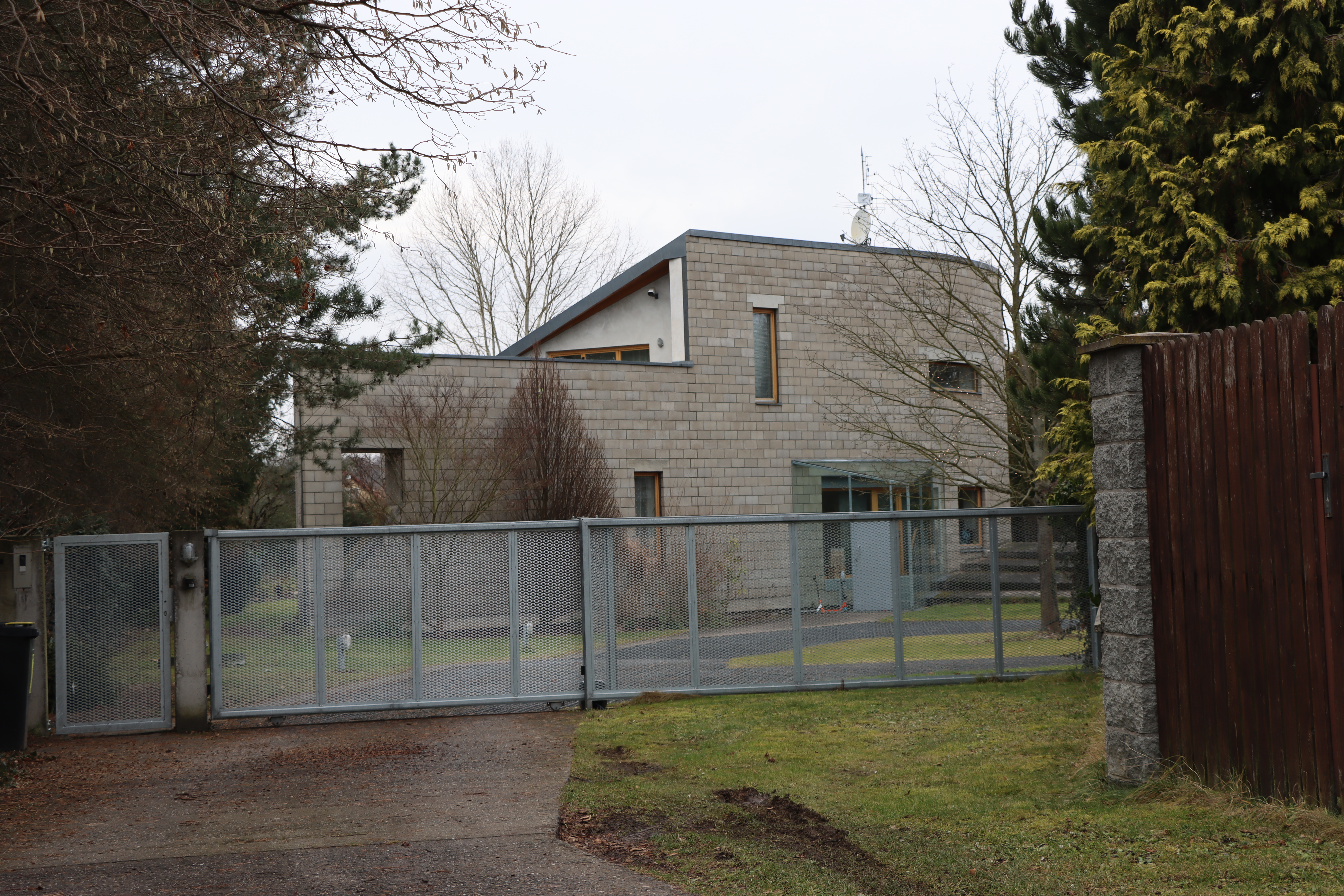
Fasáda vily Boomerang v Býchorech
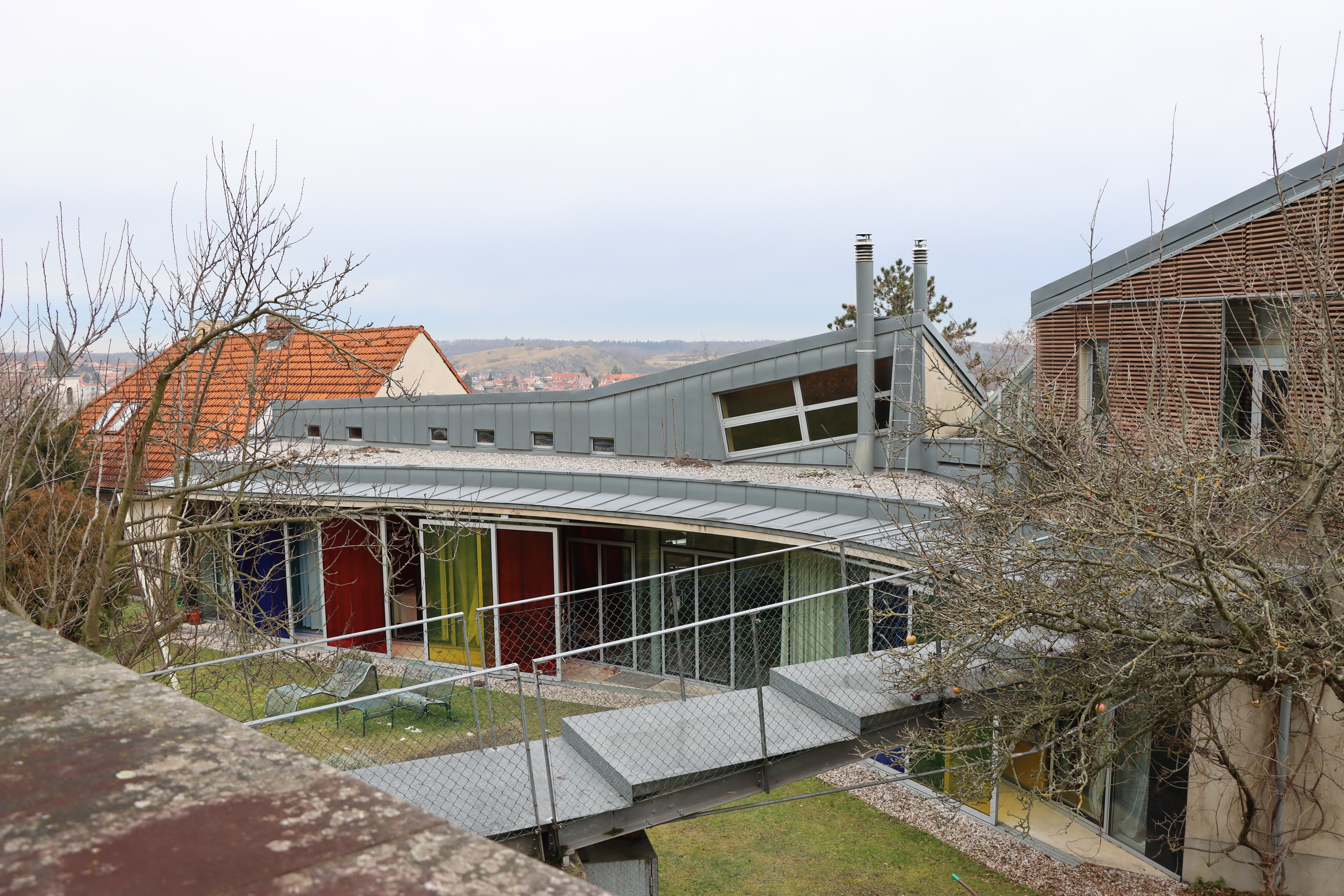
Dům s ateliérem v Liboci
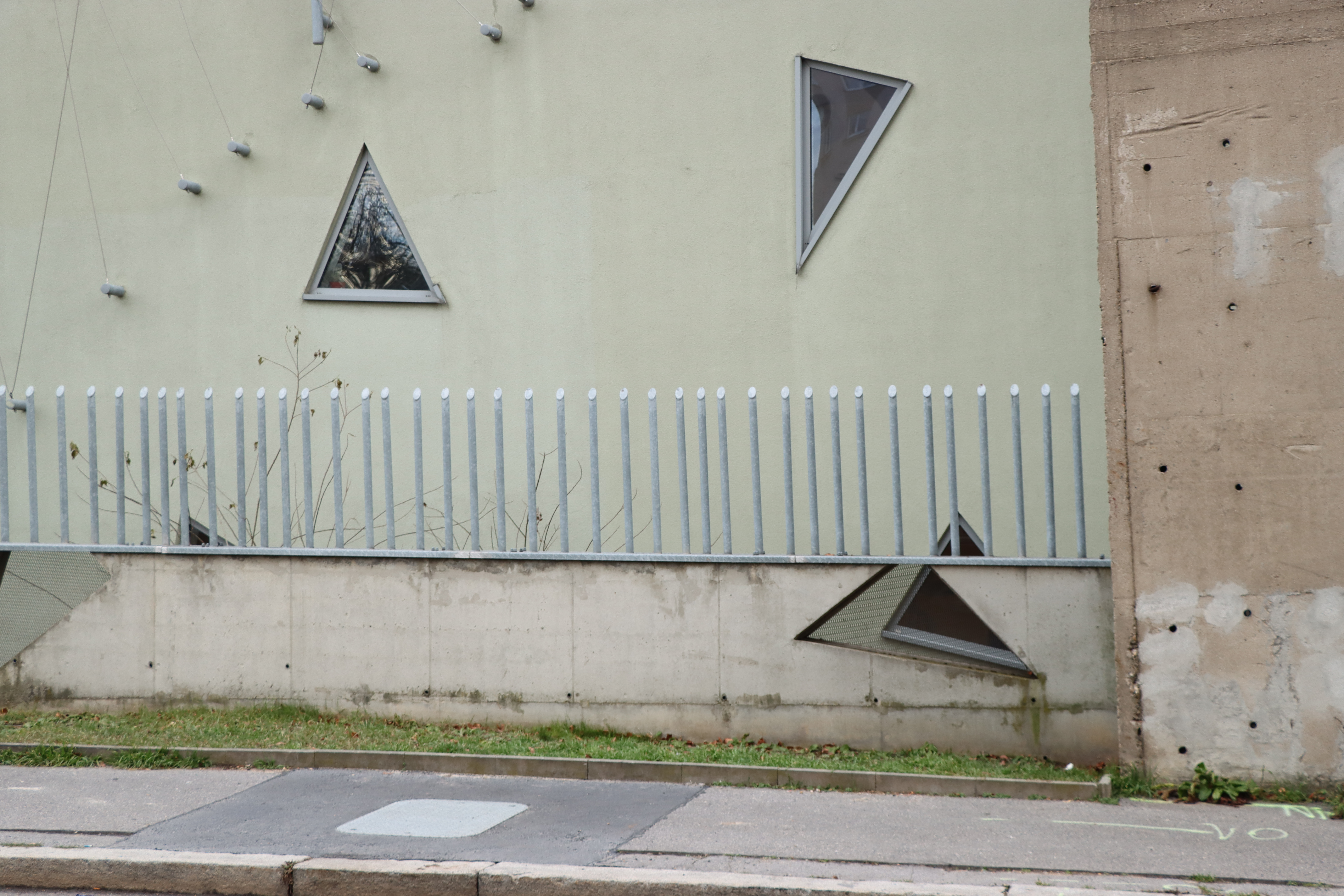
Přístavba domu sociální péče na Hagiboru
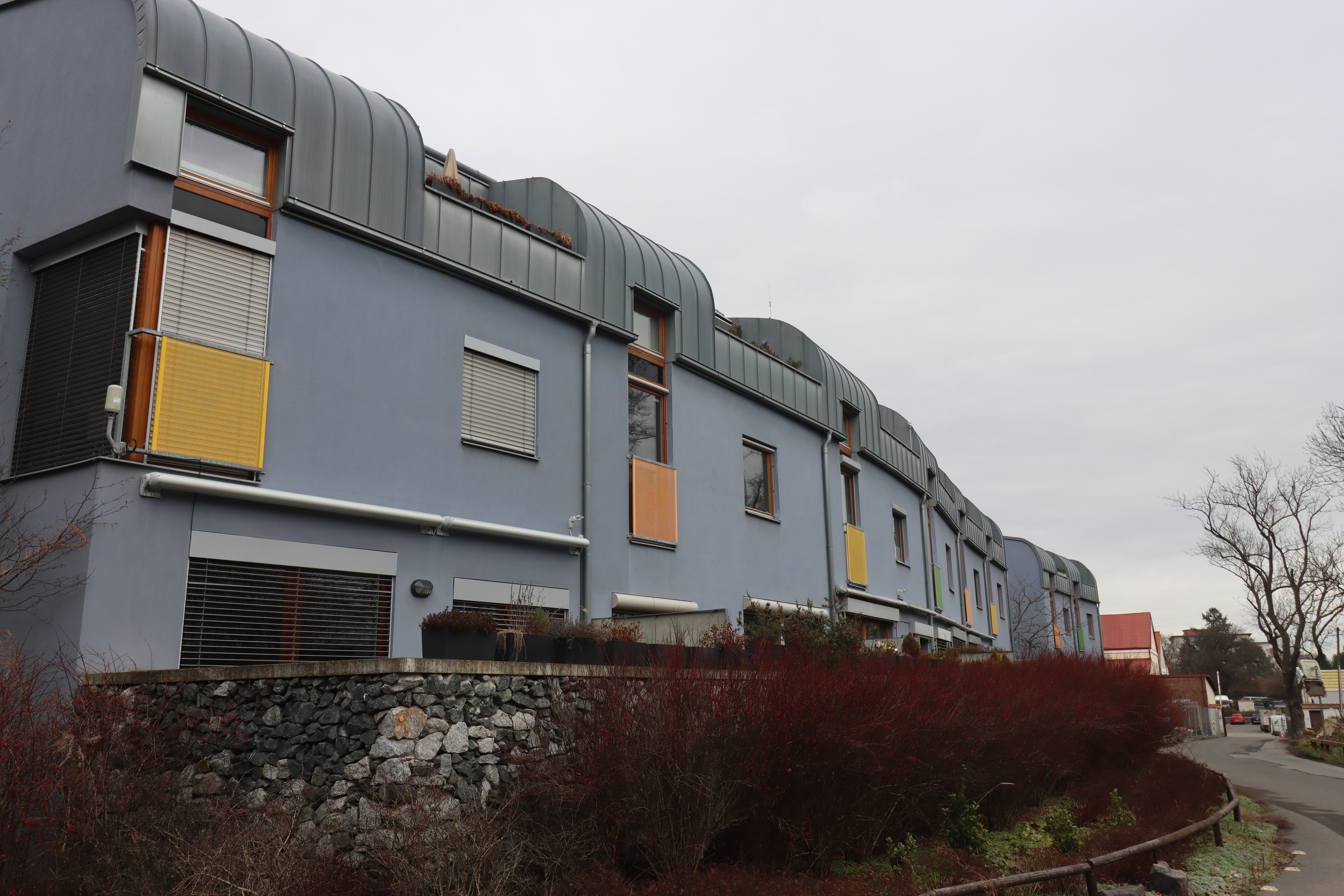
Bytový dům v Záběhlicích